# Productions du Milieu
 (avril 2025).
Motif : Les sources ne traitent pas de la boite de prod
- Archive Wikiwix
- Bing
- Cairn
- DuckDuckGo
- E. Universalis
- Gallica
- Google
- G. Books
- G. News
- G. Scholar
- Persée
- Qwant
- (zh) Baidu
- (ru) Yandex

| 1. | Préciser le motif de la pose du bandeau. | Précisez le motif de la pose du bandeau en utilisant la syntaxe suivante : {{admissibilité à vérifier\|date=août 2025\|motif=remplacez ce texte par le motif}}                             |
| 2. | Informer les utilisateurs concernés.     | Pensez à avertir le créateur de l'article, par exemple, en insérant le code ci-dessous sur sa page de discussion : {{subst:avertissement admissibilité à vérifier\|Productions du Milieu}} |

 (avril 2025).
L'article doit être relu — et modifié si nécessaire — par des contributeurs indépendants pour apporter un regard critique aux contributions effectuées en violation des conditions d'utilisation de Wikipédia, tant sur la forme (notamment concernant le style encyclopédique, la proportionnalité) que sur le fond (la neutralité de point de vue, la qualité et l'indépendance des sources).
(Politique pour les contributions rémunérées | Comprendre le dépubage | En discuter)
Productions du Milieu est une maison de production télévisuelle, cinématographique et de médias numériques basée à Moncton, au Nouveau-Brunswick, au Canada. Fondée en 2010 par René Savoie, l’entreprise est reconnue pour ses œuvres documentaires, ses séries dramatiques et humoristiques, ses émissions jeunesse et de variétés, ainsi que pour son engagement envers la francophonie en situation minoritaire.
Depuis sa création, Productions du Milieu développe un catalogue varié d’émissions qui abordent des enjeux sociaux, culturels et identitaires, en mettant en valeur les voix acadiennes et les réalités régionales du Canada atlantique.

## Historique
L’entreprise voit le jour à Tracadie en 2010 sous l’initiative de René Savoie, puis déménage à Moncton en 2011. Elle se développe progressivement en collaborant avec plusieurs chaînes de télévision francophones canadiennes. Dès 2018, une collaboration importante s’amorce avec le réalisateur Julien Cadieux. En 2021, Xavier Léger rejoint l’équipe à titre de directeur général, apportant une expertise en gestion de production et en développement stratégique.
Productions du Milieu est membre de l’Alliance des producteurs francophones du Canada (APFC) depuis 2012.

## Productions notables

### Séries dramatiques et humoristiques
- Les Newbies I[7] & II (2018–2019)[8] : Série sur trois humoristes acadiens rêvant de percer au Festival Juste pour rire. Diffusée sur Unis TV et TV5Monde. Deux nominations aux prix Gémeaux[9].
- Rural.com (2011) : Série humoristique traitant de la vie dans les communautés rurales. Diffusée sur CHAU-CIMT TVA[10].

### Documentaires
- Une rivière métissée[11] (2020) : Portrait de Paryse Suddith, femme d’origine cherokee, afro-américaine et acadienne, diffusé sur ICI Télé et TV5Monde. Présenté dans 23 missions diplomatiques canadiennes[12].
- L’Acadie des frontières[13] (2014) : Exploration de communautés acadiennes aux frontières du Québec, du Maine et du Nouveau-Brunswick. Sélection officielle au FICFA.
- Le sprint au flétan (2015) : Documentaire primé au FICFA. Décrit une pêche intense au flétan dans la péninsule acadienne.
- La pêche maudite[14],[15](2016), Mordu d’éplan (2017), Trésors des bayous (2023–2024)[16].

### Séries documentaires récentes
- Bientôt dans nos hôpitaux (2024)[17] : Série sur les étudiantes et étudiants en médecine au N.-B.[18], diffusée sur ICI-Télé et Tou.tv[19].
- Imaginons une école pour tous (2024)[20] : Série coproduite avec TFO sur l’inclusion scolaire d’élèves en situation de handicap[21].

### Autres
- Le 5e élément (2014) : Série jeunesse coproduite avec VIVAVISION[22].
- L’Acadie du monde (2014)[23] : Spectacle télévisé du Congrès mondial acadien.

## Style et approche
Productions du Milieu se distingue par une démarche qui combine qualité artistique, ancrage local et ouverture au monde. Les œuvres visent à toucher un public large tout en mettant en lumière les enjeux spécifiques des communautés francophones minoritaires.
La compagnie accorde une grande importance à la collaboration interdisciplinaire, à l’innovation et au développement économique régional.

## Distinctions
- FICFA 2014 : L’Acadie des frontières (sélection officielle)
- FICFA 2015 : Le sprint au flétan[27] (Prix Léonard Forest)[28]
- Prix Gémeaux 2018 & 2019 : Les Newbies I & II (nominations – médias numériques)[29]
- Rendez-vous Québec Cinéma[30] et Cinéma Vancouver 2021[31] : Une rivière métissée
- Festival Résistances (France, 2022) : Mon baptême de sourde[32]
- Festival ShediAcadie 2023[33] : Ma course folle pour un maillot 2 pièces[34]
- Devour! Film Fest[35] et Cinema on the Bayou[36](Louisiane, 2023–2024) : Trésors des bayous / Treasures of the bayous